# Gorsleben
Gorsleben es un barrio de la ciudad alemana de An der Schmücke, en el distrito de Kyffhäuser, en el estado federado de Turingia (Alemania), a una altitud de 130 metros. Su población a finales de 2016 era de unos 500 habitantes.
Se ubica en el sur de la ciudad, en el límite con el término municipal de Etzleben.
Era un antiguo pueblo cuya existencia se conoce desde el año 772. Es el lugar de origen del músico renacentista Sethus Calvisius. Pertenecía al reino de Sajonia hasta 1816 y a la provincia de Sajonia desde 1816 hasta 1944. Fue municipio hasta que el 1 de enero de 2019 se integró en el territorio de la ciudad de An der Schmücke.